# Stony River (Alaska)
Stony River es un lugar designado por el censo ubicado en el Área censal de Bethel en el estado estadounidense de Alaska. En el Censo de 2010 tenía una población de 54 habitantes y una densidad poblacional de 4,29 personas por km².

## Geografía
Stony River se encuentra en las coordenadas 61°47′35″N 156°35′13″O / 61.79306, -156.58694. Según la Oficina del Censo de los Estados Unidos, Stony River tiene una superficie total de 12.58 km², de la cual 7.96 km² corresponden a tierra firme y (36.7%) 4.62 km² es agua.

## Demografía
Según el censo de 2010, había 54 personas residiendo en Stony River. La densidad de población era de 4,29 hab./km². De los 54 habitantes, Stony River estaba compuesto por el 5.56% blancos, el 0% eran afroamericanos, el 83.33% eran amerindios, el 1.85% eran asiáticos, el 0% eran isleños del Pacífico, el 0% eran de otras razas y el 9.26% pertenecían a dos o más razas. Del total de la población el 0% eran hispanos o latinos de cualquier raza.